# 국방부 군비통제검증단
국방부 군비통제검증단(國防部 軍備統制檢證團)은 남·북한 군비통제 합의, 국제조약 등에 따른 군사분야의 사찰 및 군비통제 등과 관련된 업무를 효율적으로 수행 또는 지원하기 위하여 설치된 대한민국 국방부의 직할부대이다.

## 설치 근거
- 국방부 군비통제검증단령 제1조

## 같이 보기
- 대한민국 국방부